# It Might Get Loud
Pour plus de détails, voir Fiche technique et Distribution.
It Might Get Loud est le titre d'un documentaire de 2008 de Davis Guggenheim. Il explore l'histoire de la guitare électrique, en se penchant sur les carrières et les styles de l'ancien guitariste du groupe de rock anglais Led Zeppelin Jimmy Page, du guitariste du groupe irlandais U2 The Edge, et de l'ancien chanteur et guitariste du groupe The White Stripes Jack White.

## Résumé
Chaque guitariste raconte la révolution musicale de sa génération et les racines de sa carrière musicale.
Page commença sa carrière musicale à l'école, lorsqu'il jouait dans un groupe de skiffle. Voulant jouer bien plus que seulement de la pop, il arrête la guitare afin de pouvoir aller dans une école d'art. Il se rappelle par la suite de sa carrière comme guitariste de studio, découragé par le fait de devoir jouer de la musique qui n'est pas la sienne, étouffant sa propre créativité. Il se met à écrire et jouer avec les Yardbirds, qui deviendront en 1968 Led Zeppelin. Durant de nombreuses scènes, Page visite Headley Grange, où Led Zeppelin IV fut enregistré. 
Le début de l'histoire de The Edge en tant que guitariste remonte au temps où il construisait une guitare avec son frère et apprenait à jouer. Pendant le film, il visite la Mount Temple Comprehensive School et s'y souvient de la création de U2. Il nous raconte aussi comment il acquiert sa guitare (une Gibson Explorer) à New York, ce qui l'a inspiré pour Sunday Bloody Sunday et l'influence qu'a eue la musique punk sur lui. Dans son studio à Dublin, The Edge explique aussi sa technique de jeu, qui consiste à supprimer des cordes des accords et à utiliser des effets tel que l'écho et le delay pour "compléter les notes qui ne sont pas là" ("fill in notes that aren't there"). 
Jack White grandit dans un quartier défavorisé de Détroit. Vivant avec deux batteries et une guitare dans sa chambre, il dû sortir son lit afin d'avoir plus de place pour sa musique dans sa chambre, dormant sur un morceau de mousse. Son grand intérêt pour le blues s'opposait au hip hop et à la musique house, populaire dans son quartier de Détroit. Sa carrière prit son envol lorsqu'il joua dans un groupe de garage rock, The Upholsteres (fr: Les Tapissiers), lui-même travaillant en tant que tapissier. Ce groupe ouvrit la voie à ses groupes futurs, The Raconteurs et The White Stripes.
Les trois guitaristes se rencontrent lors d'une réunion baptisée « The Summit » (en français : le Sommet). Pendant ces scènes, les guitaristes y racontent leurs influences et leurs techniques, se montrent mutuellement comment jouer certains de leurs morceaux tel que Kashmir, ou Seven Nation Army, et jouent ensemble différent morceau tel que I Will Follow, In My Time of Dying ou bien Dead Leaves and The Dirty Ground. Le documentaire se termine par les trois guitaristes jouant The Weight, un morceau de The Band, à la guitare acoustique.

## Production
Le film a été tourné à Dublin, Londres, Los Angeles et Nashville. La rencontre des trois guitaristes se fit le 23 janvier 2008 à Los Angeles. Le film fut présenté pour la première fois au Festival International du Film de Toronto en 2008.